# Розенгартен (поема)
«Розенгартен» (Трояндовий сад, нім. Rosengarten zu Worms) — середньовічна німецька поема (1295), доволі популярна, з оригінальною фігурою монаха Ільзана.

## Зміст
У Вормсі, в чудовому трояндовому садові мешкає Крімгільд, яку оберігає Зігфрід та бургудці. Дітріх з Берну за допомоги брата, монаха Ільзана, оволодіває Крімігільд. Ільзан 20 років проводить в монастирі й сивіє. Абат відпускає його в похід. Монахи проклинають Ільзана за отримані від нього побої та образи. Ільзан кидає монаський клобук в траву, вивалюється в землі у шаленій радості й роздає удари зустрічним. У ньому прокидається стара відвага та пристрасть до боїв. Після перемоги Ільзан цілує Крімгільд й розтирає її обличчя до крові своєю грубою бородою. Він отримує в нагороду вінок з троянд, повертається до монастиря, б'є монахів, вимагає від них, аби вони допомогли йому висповідатися в гріхах, а коли монахи відмовилися, то Ільзан зв'язує їх за бороди й вішає всіх на одній шибениці. В Німеччині тривалий час (ще у XVII столітті) ходили розповіді про сад троянд у Вормсі. Протягом століть Ільзан був популярним. Його зображення зустрічаються на гравюрах XV та XVI століть. Франсуа Рабле та Йоганн Фішарт, імовірно, використали деякі розповіді про Ільзана в своїй творчості.